# Leon Uris
Leon Marcus Uris (Baltimore, Maryland, 1924. augusztus 3. – Shelter Island, New York, 2003. június 21.) amerikai író.

## Élete
Lengyel zsidó bevándorlók gyermekeként született 1924-ben Baltimore-ban. Apja Wolf William Uris, anyja Anna Blumberg. Apja Lengyelországban született, majd az első világháború után Brit Palesztina Mandátum területére emigrált. Onnan vándorolt ki néhány év múlva az Amerikai Egyesült Államokba. Leon Uris iskoláit Baltimore-ban, Norfolkban és Virginiában végezte. 17 évesen az amerikai tengerészgyalogságnál szolgált a második világháborúban, a Csendes-óceánon, mint rádiós. A háború után az írásnak szentelte életét, több bestsellert írt, melyeket meg is filmesítettek.

## Munkássága
Munkásságát nehéz behatárolni: könyvei a ponyva és a klasszikus irodalom határán foglalnak helyet. Széles körű témaválasztás jellemzi: foglalkozott a századforduló ír történelmével, Palesztina 19–20. századi történelmével ugyanúgy, ahogyan a második világháborúban szerzett személyes tapasztalatait is papírra vetette. Első regénye, a Csatakiáltás (Meghalsz, tengerész) a japánok elleni háború során tapasztalt élményekből táplálkozik.
Legnagyobb erőssége, hogy lebilincselő, érdekfeszítő módon tudja a valóságos eseményeket összeszőni az általa kitalált történettel, személyek sorsával. Exodus című regényében is ezt teszi. A regény Palesztina és a zsidóság XIX–XX. századi történelmével foglalkozik, elbeszélve Izrael Állam létrejöttének és a zsidó holokausztnak a történetét is. A könyvből filmet is készítettek Paul Newman főszereplésével.

## Főbb művei
- Csatakiáltás (Meghalsz, tengerész!) (1953)
- Kálvária (1955)
- Exodus (1958)
- Miła 18 (1961)
- Armageddon (1963)
- Topáz (1967)
- A királynő törvényszéke (1970)
- Szentháromság (1976)
- A Zarándok (1984)
- Mitla-szoros (1988)
- Megváltás (1995)
- Romba dőlt Isten (1999)
- Döntés (2003)

## Magyarul
- Exodus. Regény; ford. Marton Ilona; Új Kelet Ny., Tel-Aviv, 1960
- Meghalsz, tengerész!; ford. Félix Pál, versford. Dobos Éva; Zrínyi, Bp., 1988
- Exodus; ford. Békés András; Fabula, Bp., 1989
- Mitla-szoros; ford. Békés András; Fabula, Bp., 1990
- Miła 18; ford. Szántó Judit; Interpress, Bp., 1990 (IPM könyvtár)
- A királynő törvényszéke; ford. Takács Ferenc; Fabula, Bp., 1990
- A zarándok; ford. Szántó Judit; Aquila, Debrecen, 1997
- Szentháromság; ford. Tótisz András, Borbás Mária, Dezsényi Katalin; Aquila, Debrecen, 1998
- Csatakiáltás; ford. Félix Pál, versford. Dobos Éva; Lap-ics, Bp., 1998
- Armageddon. Berlin regénye; ford. Félix Pál; Aquila, Debrecen, 1999
- Megváltás; ford. Szentgyörgyi József, Gálvölgyi Judit, Kollárik Péter; Aquila, Debrecen, 1999
- Romba dőlt Isten; ford. Félix Pál; Aquila, Debrecen, 2000
- Topáz; ford. Nitkovszki Stanislaw; Aquila, Debrecen, 2001
- Kálvária; ford. Nitkovszki Stanislaw; Aquila, Debrecen, 2003
- Döntés; ford. Nitkovszki Stanislaw; Aquila, Debrecen, 2004

## Műveinek rövid tartalmi ismertetője
- Csatakiáltás [Battle Cry]: A regény rendkívül érzékletesen mutatja be egy szakasz életét a második világháborúban, a bevonulásuktól az utolsó, nagy bevetésükig. A mű igazi jellemrajz egy olyan csoport életéről, amelynek tagjai különböző társadalmi osztályokból, nemzeti-vallási felekezetekből jöttek.
- Kálvária: A regény a második világháború idején Görögországban játszódik, ahol egy odakeveredett regényíró véletlenül egy kémtörténet közepébe csöppen és kénytelen részt venni benne.
- Exodus: Az Exodus Izrael kialakulását és egy család több generációját meséli el a 19. század végétől a 20. század közepéig. Egyik legismertebb, legjobban sikerült műve az írónak.
- Miła 18: Az 1944-es varsói gettólázadásról szóló kitűnően érzékletes mű a hűségről, odaadásról, önfeláldozásról, küzdésről és kitartásról ad megismételhetetlen leírást.
- Topáz: A regény a titkosügynökök, leginkább a 20. század közepén Franciaországban, Charles de Gaulle alatt működő ügynököknek állít emléket.
- A királynő törvényszéke: Egy zsidó származású amerikai író, és egy lengyel orvos bírósági tárgyalása a második világháború alatt elkövetett orvosi kísérletek megtörténtéről, vagy meg nem történtéről.
- Armageddon: A mű a második világháború után kettéosztott Berlin történetét meséli el mind amerikai, mind szovjet szemszögből.
- Szentháromság – Megváltás: A két mű az irodalomban rendhagyó módon ugyanazt a történetet meséli el azonos szereplőkkel, ám más-más szereplők szemszögéből. Írország és néhány család generációinak történetét tartalmazza 1885-től 1916-ig. Mindkét regény rendkívül izgalmas és sok szemszögből megvilágított.
- A zarándok: A regény az arabok szemszögéből írja le Izrael állam létrejöttét és viszi végig egy család, és három főszereplő – apa, fia és lánya hányatott életét.
- Mitla-szoros: Az 1956-ban, a szuezi válság idején játszódó mű, melyben a főhős a bevetés alatt visszagondol szülei életére, a saját gyerekkorára, ifjú korára, egészen Izraelbe érkezéséig. A könyv érdekessége, hogy Leon Uris önéletrajzi ihletésű műve, és tökéletesen rá lehet ismerni az élete fontosabb pontjaira.
- Romba dőlt Isten: A regény az Amerikai Egyesült Államok elnökválasztásába, az egyik jelölt életútjába, a számára is ismeretlen származásába enged betekinteni.
- Döntés: A mű az amerikai haditengerészet kialakulásáról szól Uris megszokottan kiváló jellemrajzaival és szerelmi szálaival.

## Fordítás
- Ez a szócikk részben vagy egészben  a   Leon Uris című angol Wikipédia-szócikk fordításán alapul.  Az eredeti cikk szerkesztőit annak laptörténete sorolja fel. Ez a jelzés csupán a megfogalmazás eredetét és a szerzői jogokat jelzi, nem szolgál a cikkben szereplő információk forrásmegjelöléseként.